# Medienscout
Medienscout (auch Mediascout, Medienscouts, CyberScouts oder Medienmentor) sind Bildungsinitiativen zur Medienerziehung von Kindern und Jugendlichen. Dabei übernehmen zu Medienscouts oder -mentoren ausgebildete Jugendliche die Information und Bildung ihrer Mitschüler und Freunde in medienbezogenen Themengebieten. Ziel ist es, die Medienkompetenz der Kinder und Jugendlichen und somit einen aufgeklärten und verantwortungsbewussten Umgang dieser mit den Medien zu fördern. Die Bezeichnung Scout (englisch to scout – erkunden, aufklären) soll dabei eine Parallele zu den Pfadfindern ziehen.

## Hintergründe
Kindern und Jugendlichen stehen heute zahlreiche Möglichkeiten der Mediennutzung offen. In vielen Fällen sind sie jedoch nicht in der Lage, die Vorteile und die Gefahren, die sich daraus ergeben, kompetent einzuschätzen und dementsprechend aufgeklärt zu handeln. Zunehmend ist das jugendgefährdende Potential der neuen Medien auch Inhalt politischer Debatten. Dabei stehen vor allem folgende Probleme im Vordergrund:
- Gewaltverherrlichende Wirkung:

Es wird davon ausgegangen, dass Gewalt im Fernsehen oder in Videospielen die Hemmschwelle der Jugendlichen herabsetzt und sie abstumpfen lässt. Bei der Jugendgewalt wird den Medien oftmals eine Verstärkerrolle zugesprochen. Bei Amokläufen werden oftmals Videospiele, Filme und Musik als mögliche Gründe, Auslöser und begünstigende Faktoren genannt.
- Jugendschutz:

- Abhängigkeit:

Genau wie Drogen oder Glücksspiele können auch Medien süchtig machen. Besonders Jugendliche sind gefährdet, süchtig nach Videospielen, Internet oder Fernsehen zu werden.
- Datenschutz:

Durch die steigende Vernetzung in sozialen Netzwerken und Communitys geben Jugendliche zahlreiche persönliche Informationen oder Fotos von sich im Internet preis. Oftmals können sie nur schwer abschätzen, wer alles Zugang zu diesen Informationen hat und wie diese zukünftig gegen sie verwendet werden können.
- mediale Beeinflussung

Über Werbung, Film und Computerspiele versuchen Unternehmen auch das Konsumverhalten von Jugendlichen zu beeinflussen bzw. zu lenken. Es stehen also ganz konkrete wirtschaftliche Interessen hinter der Erstellung von medialen Formaten. Diese Mechanismen aufzuzeigen trägt zu einem bewussteren Konsum bei.
Die Möglichkeiten und Stärken des Medienscoutkonzeptes für die Vermittlung dieser wichtigen Inhalte wurde bereits auf politischer Ebene erkannt, auf dem Deutschen Präventionstag thematisiert und es wurde in einigen Medien darüber berichtet.

## Pädagogisches Konzept
Pädagogisch basiert das Konzept des Medienscouts auf dem aus der Prävention bekannten Prinzip der Peer-Education. Der Begriff Peer (engl. peer: Gleichgestellter, Ebenbürtiger) steht dabei für Personen, die anderen gleichgestellt sind und derselben sozialen Gruppe angehören, besonders in Bezug auf Alter, Stellung oder Status. Die Medienscouts werden befähigt, Gleichaltrigen zu bestimmten Themen Informationen zu vermitteln und Aufklärungsarbeit zu leisten. Die Zielgruppe wird somit durch gleichberechtigte Mitglieder informiert, aufgeklärt und unterrichtet. Dieses Vorgehen ist vor allem darin begründet, dass Heranwachsende Gleichaltrige als wichtigste Gesprächspartner ansehen. Nach der Motivationstheorie haben Jugendliche eine höhere Lernmotivation, wenn das Gelernte für ihr Leben relevant ist oder sie merken, dass sie mit dem Gelernten anderen helfen können.

## Ausbildungsinhalte
Bei der Medienscoutausbildung werden verschiedene Themenbereiche angeschnitten, die im Hinblick auf einen verantwortungsbewussten aufgeklärten Umgang relevant sind. Zu den Hauptthemengebieten zählen vor allem:
- Medienpädagogik
- Medienkompetenz
- Medienerziehung
- Neue Medien
- Psychologie
- Recht
- Soft Skills
- Prävention
- Rhetorik

Da die verschiedenen Initiativen, Vereine und Projekte unterschiedliche Schwerpunkte hinsichtlich der Inhalte legen und da nicht immer die gleichen Themenfelder behandelt werden, sind die konkreten Ausbildungsinhalte bei den jeweiligen Initiativen aufgeführt.

## Projekte (Unterschiedliche Medienscout-Initiativen in Deutschland)

### Medienscout e. V. (Baden-Württemberg, Sachsen-Anhalt u. w.)
Bereits 2004 bis 2006 wurden in Berlin, Augsburg und Darmstadt Vorstufen des Projektes im Rahmen der Dissertation von Bojan Godina getestet. Dabei wurden die Durchführung und der Nutzen dieser Methode der Medienbildung wissenschaftlich evaluiert. Inhalt der Ausbildung war, gemäß dem Thema der Dissertation, die „Unsichtbare Religion des Sublimalen Marketings in den Medien“. Die Jugendlichen sollten in erster Linie über die Funktionsweise und Wirkung medialer Beeinflussung aufgeklärt werden. Mit Hilfe der Ergebnisse der Studie, wurde das Medienscout-Projekt durch die Partner (IKU / vimotion / Haus der Prävention) entwickelt.
Mit der Planung und Umsetzung des ersten Medienscout-Projektes wurde 2009 am Georg Büchner-Gymnasium in Winnenden begonnen. Ein initiales Ereignis war dabei der Amoklauf von Winnenden, in dessen Folge bundesweit über die beeinflussende Rolle der Medien, beispielsweise so genannter „Killerspiele“, diskutiert wurde. Angelehnt an den Pfadfindergedanken sollte so die erste mediale Pfadfinderschaft entstehen. Im Gegensatz zu den Vorstufen in Brandenburg und Bayern wurde dabei auf breit gefächerte Ausbildungsinhalte gesetzt. Offiziell startete das Projekt am 4. Februar 2010 mit 14 Medienscouts. Der Medienscout e. V. wurde im Januar 2012 als gemeinnütziger Verein gegründet und gewann noch im selben Jahr den „Schutzbengel Award“ der Rummelsberger Dienste für Menschen gGmbH, zum Thema „Social Media Jugend“.
Die Grundausbildung zum Medienscout findet in Form von Schul-AGs statt und setzt sich aus theoretischen sowie praktischen Aspekten zusammen. Zusätzlich gibt es diverse Aufbaumodule, die sich verschiedenen Schwerpunkten widmen, wie z. B. vertiefende Aufklärung zu den Themen Mediensucht und Kriminalprävention. Zur Unterstützung setzt das Projekt in der Ausbildung auf eine eigene E-Learning-Platform, über welche die Scouts selbstständig bestimmte Lerneinheiten bearbeiten, Organisatorisches abgeklärt wird und über die den Auszubildenden eine Datenbank mit textuellen, bildlichen und filmischen Materialien und Präsentationen zur Verfügung gestellt wird, die sie für ihre Arbeit in den Klassen zu bestimmten Themenkomplexen nutzen können. Damit die Scouts sich in ihrer didaktischen und inhaltlichen Qualität weiterentwickeln können, werden die Unterrichtseinheiten gefilmt und mit Fragebögen ausgewertet. Dadurch wird eine permanente interne Evaluation erreicht.
Zu den Ausbildern der Medienscouts des Heidelberg-Winnender-Konzepts zählen nicht nur Medienpädagogen und Sozialwissenschaftler, sondern auch Filme- und Medienmacher, die die Menschenrechtsphilosophie und die Naturbezogenheit dieses Wertekonzeptes vertreten. Unter dieser Prämisse veröffentlichten die Medienscout-Gründer das Buch „Werteorientierte Medienpädagogik: Das Präventionsprojekt 'Medienscout'“.

#### Ausbildungsinhalte
Die Medienscouts werden in aufeinander folgenden Modulen in verschiedenen Bereichen systematisch gefördert und von Fachleuten ausgebildet. Ziel ist es, die Medienkompetenz der Schüler zu fördern und ihnen eine selbstständige, kritische Bewertung ihrer medialen Umgebung zu ermöglichen, indem sie z. B. die Menschenrechte als ethisches Prinzip auf die Werte in den Medien anlegen. Zu den Lehrinhalten gehören dabei hauptsächlich:
- Medienpädagogik/Medienkompetenz/Medienerziehung: Grundlagen der allgemeinen Medienpädagogik, Medienwirkung, mediale Beeinflussung, Medien in der Naturwahrnehmung, filmische Methoden
- Neue Medien / Sicherheit: Film/Fernsehen, Internet/Social Networks, Handy, Werbung, elektronische Spiele, Internetsicherheit
- Psychologie: Persönlichkeitspsychologie, psychologische Mechanismen, Funktionen des Gehirns, Medienpsychologie
- Recht: Menschenrechte, Urheberrecht
- Soft Skills: Rhetorik, Präsentationstechniken
- Prävention: Suchtprävention, Gewaltprävention

Auf lange Sicht soll die Kreativität der Medienscouts auch weiter gefördert und eigene Medieninhalte produziert werden.
Zudem wurden auch spielerische Elemente in die Medienbildung integriert.

### Medienscouts MV (Mecklenburg-Vorpommern)
Bereits seit 2012 gibt es das von dem Landesbeauftragten für Datenschutz und Informationsfreiheit Mecklenburg-Vorpommern initiierte Projekt Medienscouts MV. Jugend klärt auf. Das Projekt richtet sich auf Schüler der 8. bis 10. Klassen in Mecklenburg-Vorpommern. Medienscout MV möchten die Chancen, aber auch die Risiken der medialen Welt aufzeigen und Kinder und Jugendliche dabei unterstützen, aktiv Gefahren zu erkennen und die Medien selbstbestimmt, kritisch, aber auch kreativ zu nutzen, da digitale Medien im Alltag von Kindern und Jugendlichen einen festen Platz einnehmen und die rasante technische Entwicklung uns alle vor neue Herausforderungen stellt: die Mediennutzung wird immer komplexer. Mit dem Projekt wird die Möglichkeit gegeben, eigene Mediennutzung zu hinterfragen und mehr Wissen im sicheren Umgang Netz zu erlangen.
Der Peer-Education-Ansatz - Bildung und Erziehung von Gleichaltrigen für Gleichaltrige ist bei der Medienkompetenzförderung besonders hilfreich, denn junge Menschen lernen lieber von ihren Altersgenossen und gleichzeitig können sie, aufgrund des ähnlichen Nutzungsverhaltens, viel besser aufklären und ihr Wissen weitergeben. Die Besonderheit dieser Form von Aufklärung und Wissensvermittlung ist, dass sie vor allem auf Augenhöhe und ohne das Gefühl „des erhobenen Zeigefingers“ erfolgt. Besonders in der heutigen Zeit vertrauen Jugendliche einander häufig eher als Erwachsenen, wenn es sich um Themen oder Probleme im digitalen Raum handelt. Somit gelangt das Wissen in Freundeskreise, in eigene sowie andere Schulklassen und in die Familien. Durch das Multiplizieren des Fachwissens erfahren die Jugendlichen positives Feedback und Wertschätzung. Das trägt gleichzeitig zu ihrer Persönlichkeitsbildung bei und zeigt, dass gesellschaftliches Engagement wichtig ist und Spaß macht.

#### Ausbildungsinhalte
Dank der Zusammenarbeit der verschiedenen Kooperationspartner werden ein fundiertes Fachwissen und eine breite und aktuelle Themenvielfalt garantiert und geteilt. Neben dem LfDI MV als eine unabhängige Landesbehörde, die beratend zu Fragen des Datenschutzes und dem damit verbundenen Grundrecht auf informationelle Selbstbestimmung zur Stelle steht, arbeiten das Landeskriminalamt Mecklenburg-Vorpommern, die Landeskoordinierungsstelle für Suchtthemen Mecklenburg-Vorpommern, der Landesjugendring Mecklenburg-Vorpommern, die ComputerSpielSchule Greifswald und die Medientreckern aus Rostock und Neubrandenburg der Medienanstalt Mecklenburg-Vorpommern zusammen. Auch die Selbstschutz-Plattform Juuuport e.V. unterstützte eine Zeitlang mit Referenten die Medienscouts MV bei Themen Cybermobbing und Cybergrooming. Neben dem Wissenstransfer in Workshops gibt es zusätzlich ein Methodentraining und medienpädagogische Arbeit (Film, Bild, Audio, Gaming), um dem reinen Medienkonsum entgegenzuwirken und sie auch produktiv und kreativ nutzen und einsetzen zu können.
- Datenschutz: Datenbewusstsein in digitaler Welt, Sensibilisierung für Schutz der Privatsphäre, Datenspur im Netz, Urheberrecht, Medienkompetenz

- Mediensucht: Gesunder Umgang mit Medien, Suchtmerkmale bei Mediensucht und Suchtprävention, Umgang mit Sozialen Netzwerken und Games, Cybermobbing und gesundheitliche Auswirkungen

- Cybercrime: Cybermobbing, Vorstellung von Deliktsbereichen und Fallbeispielen, Ermittlungsbeispiele und Strafverfahren mit möglichen Konsequenzen, Cybercrime/Internetkriminalität, Darknet

- Gaming: Jugendmedienschutz, Risiken und Chancen von Computerspielen, Sensibilisierung für Konstenfallen und Gamifikation, Gender-Rollenverteilung in Spielen

- Praktische medienpädagogische Arbeit: Filmerstellung wie Stop-Motion oder Green Screen, Audioprojekte wie Podcast, Songs oder Hörspiele, Bilderbearbeitung, Programmieren, Erstellung von Games und deren Grafiken

Die ausgebildeten Medienscouts MV leisten einen wertvollen und unerlässlichen Beitrag zur Vermittlung der Medienkompetenz. Dies erkannte auch die Fachjury des IT-Executive Club e.V und kürte diese Realisierung Peer-Enducation Medienscouts MV mit dem ITEC Cares Award 2025 für staatliches Engagement als besonders gewinnbringend für die digitale Entwicklung der Gesellschaft.

### Medienscouts.rlp (Rheinland-Pfalz)
Um die Medienkompetenz und Medienbildung an rheinland-pfälzischen Schulen zu fördern wurde 2007 das 10-Punkte-Programm der Landesregierung Rheinland-Pfalz „Medienkompetenz macht Schule“ auf den Weg gebracht. Im Rahmen dieser Initiative wurden Lehrer in Medienkompetenzen ausgebildet und Aufklärungsveranstaltungen für Eltern zum Thema Jugendmedienschutz veranstaltet.
Bei dem Projekt „Medienscouts Rheinland-Pfalz“, werden nun Jugendliche im verantwortungsbewussten Umgang mit dem Internet, speziell Web 2.0, unterrichtet und dazu ausgebildet ihren Mitschülern diese Kompetenzen weiterzuvermitteln. Die Medienscouts werden von den zuvor geschulten Lehrern ausgebildet. Dem heutigen Projekt sind Pilotprojekte seit 2008 vorausgegangen.

#### Ausbildungsinhalte
Bei den Medienscouts.rpl werden vor allem folgende Schwerpunkte vermittelt:
- Medienpädagogik/Medienkompetenz/Medienerziehung: Reflexion des eigenen Medienkonsums, Definition der Rolle der Medienscouts an der Schule, Beschreibung der Aufgaben und Grenzen der Tätigkeit als Medienscouts, Kostenfallen und die Tricks der Werbung
- Neue Medien: Chat, Instant Messaging, Social Communitys, eGames
- Sicherheit; Datenschutz, Passwörter, Firewall, Antivirenprogramme
- Recht: Rechtssichere Softwarealternativen und freie Lizenzen, grundlegendes Rechtsbewusstsein

### Medienscouts NRW (Nordrhein-Westfalen)
Das 2012 initiierte Projekt „Medienscouts NRW“ der Landesanstalt für Medien Nordrhein-Westfalen (LfM), zielt darauf ab, Schüler in der Sekundarstufe I für die Risiken medialer Angebote zu sensibilisieren und den selbstbestimmten, kritischen und kreativen Umgang mit Medien zu fördern.
Im Rahmen der Pilotphase hat die Landesanstalt für Medien Nordrhein-Westfalen (LfM) in Zusammenarbeit mit dem Lehrstuhl für Mediendidaktik und Wissensmanagement der Universität Duisburg-Essen von Januar 2011 bis April 2012 ca. 40 Schüler zu Medienscouts ausgebildet. Nach dieser Pilotphase führt die Landesanstalt für Medien Nordrhein-Westfalen (LfM) das Projekt weiter. Für die organisatorische Durchführung wurde ein Projektbüro im Grimme-Institut eingerichtet. Seit dem Projektstart in 2011 wurden über 2.400 Schüler zu Medienscouts qualifiziert sowie mehr als 1.200 Beratungslehrkräfte ausgebildet. Somit nehmen in NRW derzeit mehr als 560 Schulen aus rund 47 von 53 Kreisen und kreisfreien Städten teil, das entspricht einer Beteiligungsquote von 89 Prozent. Damit ist das Projekt Medienscouts NRW das größte Projekt seiner Art im deutschsprachigen Raum.

#### Ausbildungsinhalte
Zu den Ausbildungsinhalten der Medienscouts NRW gehören:
- Internet und Sicherheit
- Computerspiele
- Handy & Smartphone
- Social Communities
- Beratungskompetenz, Kommunikationstraining sowie Soziales Lernen.

### MedienScouts Hamburg
In Anlehnung an Projekte in anderen Bundesländern wurde am 1. Februar 2011 das Pilotprojekt Medienscouts an acht allgemeinbildenden Schulen gestartet. Das Projekt ist gestartet als eine Kooperation des Jugendinformationszentrums, der Medienanstalt Hamburg/Schleswig-Holstein (MA HSH), dem Referat für Medienpädagogik des Landesinstituts für Lehrerbildung und Schulentwicklung und der TIDE-Akademie. Im Jahr 2015 schied die MA HSH als Kooperationspartnerin aus, nun fördern die HSBA Hamburg School of Business Administration und die Behörde für Schule und Berufsbildung (BSB) das Projekt.
Zwischen 2011 und 2016 wurden ca. 195 Medienscouts von 39 Hamburger Stadtteilschulen und Gymnasien ausgebildet. Dazu besuchten Schüler der Jahrgänge 8 und 9 Wochenend-Workshops, an welchen sie sich Methoden aneigneten, Themen recherchierten und jeweils ein eigenes Workshopkonzept erstellten, das sie in 5. und 6. Klassen ihrer Schule regelmäßig durchführen. Unterstützt wurden sie hierbei von den in vorausgehenden Fortbildungen geschulten Begleitlehrkräften.

### Sonstige

#### Schüler-Medienmentoren-Programm (Baden-Württemberg)
Das Schüler-Medienmentoren-Programm (SMEP) des Landesmedienzentrum Baden-Württemberg (LMZ) bildet Schüler im Alter von 12 bis 16 Jahren aus. Die Ausbildung gibt es in zwei verschiedenen Varianten. Bei SMEP Classic geht es vor allem um die aktive Medienarbeit. Die Jugendlichen lernen, wie sie Printmedien gestalten, Videos drehen, Audioaufnahmen durchführen und Präsentationen halten. Bei SMEP Jugendmedienschutz steht der Umgang mit Sozialen Netzwerken, Cybermobbing, Datenschutz und Urheberrechten im Vordergrund. Die Medienmentoren können im Anschluss an die Ausbildung als Ansprechpartner rund um das Thema Medien Wissen an ihre Mitschüler weitergeben und eigene Kurse und Einheiten zu den behandelten Themen erstellen und leiten.